# Bernardo VII de Armagnac
Bernardo VII, Conde de Armagnac (1360-12 de junio de 1418) fue Conde de Armagnac y Condestable de Francia. Hijo de Juan II y Jeanne de Périgord. Sucedió en Armagnac a la muerte de su hermano, Juan III, en 1391. Después de una prolongada lucha, también llegó a ser Conde de Comminges en 1412.
Cuando su hermano, pretendiente al Reino de Mallorca, invadió el norte de Cataluña a finales de 1389 en un intento de capturar las posesiones continentales del reino (el Condado de Rosellón), Bernardo envió parte de sus fuerzas.
Su mujer era Bona de Berry, hija de Juan I de Berry, y viuda del Conde Amadeo VII de Saboya. Ganó influencia en la corte francesa cuando Luis de Valois se casó con Valentina Visconti, la hija de Gian Galeazzo Visconti, Duque de Milán. La hermana de Bernardo, Beatrice se casó con Carlo, hermano de Valentina.
Tras el asesinato de Luis en 1407, Armagnac permaneció vinculado a la causa de Orléans. Casó a su hija Bona con el joven Carlos, duque de Orléans en 1410. Bernard d'Armagnac se convirtió en la cabeza nominal de la facción enfrentada a Juan sin Miedo durante la guerra civil entre Armagnacs y Borgoñones.
Fue nombrado condestable de Francia en 1415 y era la cabeza del gobierno del Delfín, el futuro Carlos VII, hasta que los Borgoñones invadieron París la noche de 28-29 de mayo de 1418. El 12 de junio de 1418, fue una de las primeras víctimas de las masacres en las que unos 550 de sus seguidores, reales o sospechados, fueron asesinados a lo largo del verano.

## Hijos
Con Bona de Berry, tuvieron:
- Juan IV, Conde de Armagnac, casado con Blanca de Britania e Isabel de Navarra[2]
- Ana de Armagnac, esposa de Carlos II de Albret[2]
- Bona de Armagnac, esposa de Carlos I, duque de Orléans[2]
- Bernardo, Conde de Pardiac, esposo de Eleanor, heredera de La Marche[2]